# غرانت إيماهارا
غرانت ماسوري إيماهارا (بالإنجليزية: Grant Masaru Imahara)‏ (أكتوبر 1970 - 13 يوليو 2020) كان مهندسًا كهربائيًا أمريكيًا، خبيرا في الروبوتات، مضيفًا تلفزيونيًا وممثلًا. اشتهر بعمله في المسلسل التلفزيوني MythBusters ، حيث صمم وبنى العديد من الروبوتات وتخصص في تشغيل أجهزة الكمبيوتر والإلكترونيات لاختبار الأساطير.

## بداية حياته
ولد في 23 أكتوبر 1970، لعائلة يابانية أمريكية في لوس أنجلوس، كاليفورنيا تخرج في جامعة كاليفورنيا الجنوبية (USC) بدرجة بكالوريوس في الهندسة الكهربائية. لبعض الوقت، فكر في تبديل التخصصات بقصد أن يصبح كاتب سيناريو، لكنه قرر البقاء على المسار الهندسي بعد مساعدة توملينسون هولمان، الأستاذ في كلية الفنون السينمائية التابعة لجامعة جنوب كاليفورنيا.

## المسيرة

### العمل في وقت مبكر
بعد التخرج، تم تعيين Imahara كمهندس في قسم THX في Lucasfilm. ثم انتقل إلى قسم التأثيرات البصرية في شركة إندستريال لايت آند ماجيك (ILM)، حيث عمل لمدة تسع سنوات. أثناء وجوده في ILM، شارك في العديد من الأفلام، بما في ذلك العالم المفقود: الحديقة الجوراسية ، حرب النجوم الجزء الأول: تهديد الشبح ،  ، إي آي: الذكاء الاصطناعي (فيلم)، حرب النجوم الجزء الثاني: هجوم المستنسخين ، ترمنايتور 3: رايز أوف ذا ماشينز ، الماتريكس 2 ، الماتريكس 3 ، فان هيلسنج (فيلم) ، وحرب النجوم الجزء الثالث: انتقام السيث.
يرجع الفضل إلى Imahara في العديد من الأفلام الروائية كصانع نموذج. على وجه الخصوص، يُنسب إليه الفضل في عمله في تحديث روبوتات آر تو دي تو القديمة لثلاثية برقول حرب النجوم

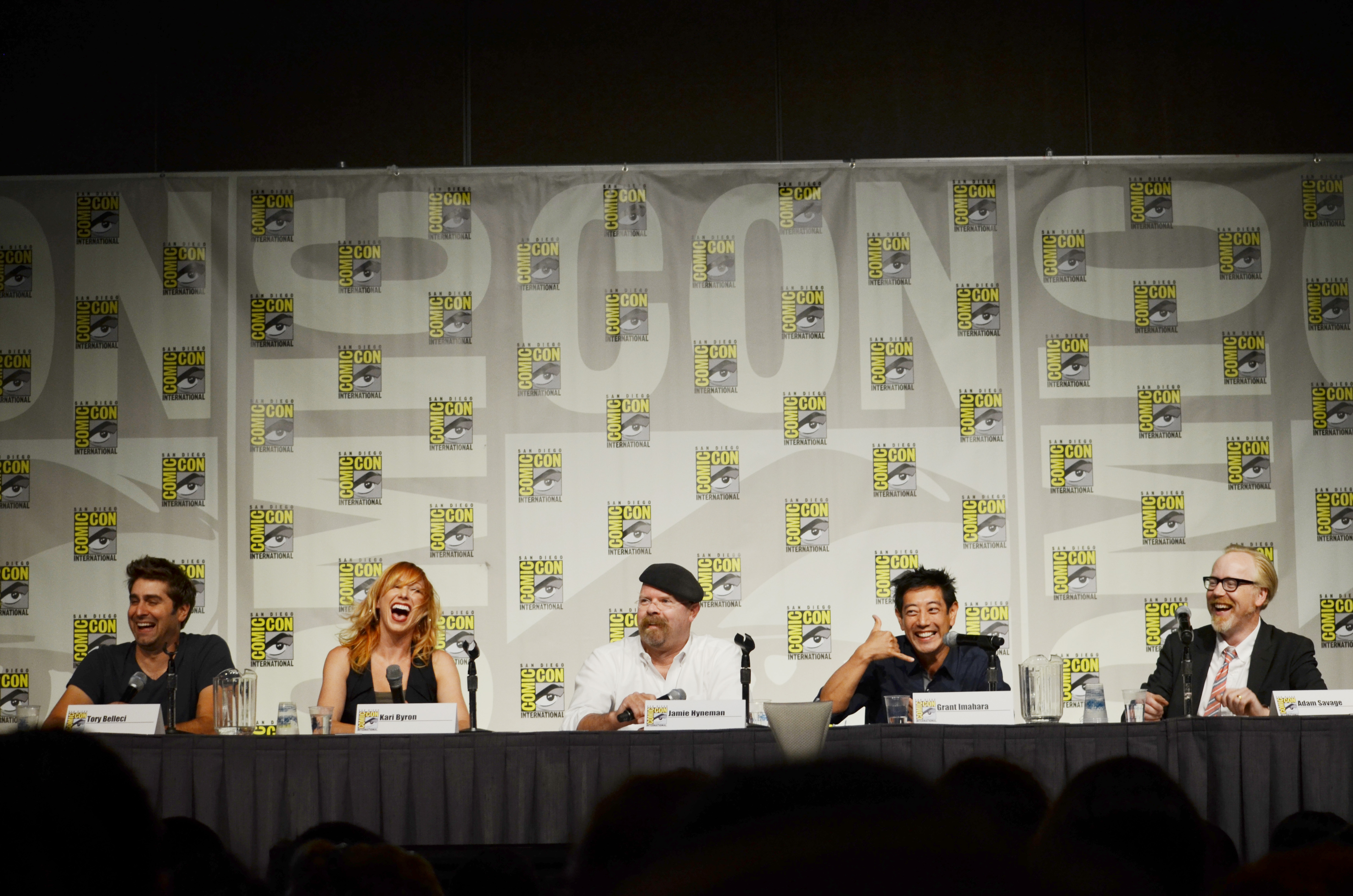
Imahara (الثاني من اليمين) مع Mythbusters مع المضيفين Tory Belleci و Kari Byron و Jamie Hyneman وAdam Savage في 2012 San Diego Comic Con

انضم إيماهارا إلى MythBusters بدعوة من صديق وصاحب العمل العرضي Jamie Hyneman  وزميلته السابقة في ILM Linda Wolkovitch ، التي كانت منتجة مشاركة لـ MythBusters . انضم كعضو ثالث في فريق Build إلى جانب Kari Byron و Tory Belleci ، ليحل محل لحام MythBusters السابق Scottie Chapman . وكثيرا ما يشير إليه زملاؤه مازحا بأنه «المهوس» لفريق البناء. غالبًا ما بنى الروبوتات اللازمة للعرض ومتخصصة في تشغيل أجهزة الكمبيوتر والإلكترونيات لاختبار الأساطير. غادر إيماهارا، جنبا إلى جنب مع بايرون وبيليسي، العرض بعد موسم 2014.

### مشروع الأرنب الأبيض
اجتمعت إيماهارا مع بايرون وبيليسي لمشروع الأرنب الأبيض 2016، سلسلة Netflix الأصلية، حيث حقق الفريق في مواضيع مثل عمليات الهروب من السجن، وتكنولوجيا القوة العظمى، والسرقات، وأسلحة الحرب العالمية الثانية الغريبة، وتم تقييمها وفقًا لمجموعة محددة من المعايير واستكشفها من خلال التجارب والبناء والاختبارات. تم إصدار الموسم الأول الكامل من المسلسل على خدمة بث Netflix في 9 ديسمبر 2016، ولكن لم يتم تجديد السلسلة.

### عمل اخر
بالإضافة إلى دوره في MythBusters ، فهو معروف بظهوره في BattleBots ، حيث يصمم ويتنافس مع روبوته Deadblow . بحلول عام 2018، تم اختياره كأحد القضاة للموسم الثامن في "BattleBots". يقوم بظهور حجاب على Syfy's Eureka وسلسلة الويب The Guild . وتشمل الأعمال الأخرى تصميم الدائرة التي تخلق التذبذب الإيقاعي لأذرع الأرنب إنرجايزر الحديث؛  قيادة فريق ILM للفوز في ظهور في Junkyard Mega-Wars ؛ بالإضافة إلى تأليف Kickin 'Bot: دليل مصور لبناء الروبوتات القتالية ((ردمك 0-7645-4113-7))
إيماهارا هو أحد أعضاء فريق التمثيل وكاتب القصة للفيلم القصير المعماريون من Evil ، الذي تم إنشاؤه لمسابقة الأفلام الصناعية الخفيفة والساحرة في الفناء الخلفي لعام 2004. قام بتوجيه فريق ريتشموند هاي للروبوتات Biomechs # 841 (Richmond Ca.) لمسابقة FIRST Robotics Competition ، حيث قدم إرشاداته الخبيرة حول كيفية إنشاء الروبوت المناسب للمهمة المناسبة. لمحة عن Imahara في مجلة IEEE Spectrum ، في قضية تركز على وظائف الحلم الهندسي. المقال بعنوان "Grant Imahara: Debunker in The Box"؛ يظهر في بدلة مقاومة للحريق على الغلاف.

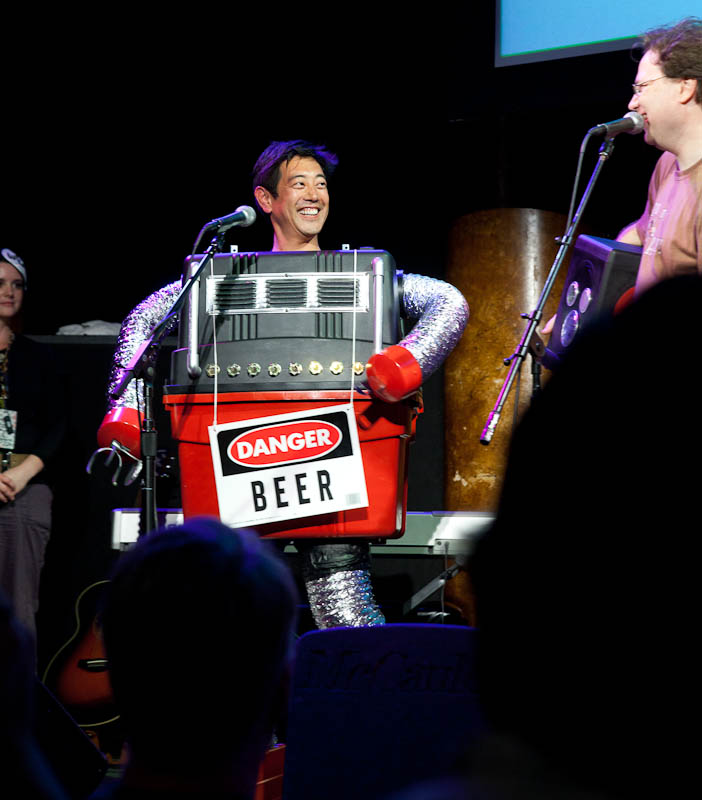
Imahara في زي روبوت "BeerBot" في W00tstock في عام 2010

واحد من المشاريع إيماهارا المستقلة، في أوائل عام 2010، تم بناء الروبوتية الصاحب ل كريغ فيرغسون، مجموعة من المرحوم أواخر مشاهدة. تم الكشف عن الروبوت، الذي يدعى جيف بيترسون، في 5 أبريل 2010 حلقة أواخر العرض المتأخر ويتم التحكم فيه والتعبير عنه من قبل الممثل الكوميدي والممثل الصوتي جوش روبرت طومسون.
يصور أيماهارا Hikaru Sulu في جميع الحلقات الـ 11 من سلسلة الويب Star Trek Continues . يلعب أيضًا الملازم ماسارو في فيلم 2015 Star Trek Renegades.
كان إيماهارا ضيفًا على TWiT's Triangulation (الحلقة 121) في 25 سبتمبر 2013. كما دخل في شراكة مع شركة Mouser Electronics لبدء حملة «تمكين الابتكار معًا»، حيث يستضيف العديد من الحلقات على الويب.
في عام 2014، ظهر إيماهارا في سلسلة من مقاطع الفيديو تظهر عملية وراء الكواليس لكيفية صنع العديد من أطعمة ماكدونالدز.
ظهر في الفيلم التلفزيوني Sharknado 3: Oh Hell No! 
شارك إيماهارا بنشاط في تقديم المشورة لفريق Team USA في معركة الروبوت العملاقة بين شركة MegaBots الأمريكية وشركة Suidobashi Heavy Industry اليابانية.
في 18 أكتوبر 2017، غرد إيماهارا بأنه كان يستشير Walt Disney Imagineering لمدة ستة أشهر، لمشروع «سري للغاية». في 21 مايو 2018، تم إدراج إيماهارا كمؤلف على ورقة ديزني للأبحاث "Stickman: Towards a Human Scale Acrobatic Robot"، والتي تستكشف إنشاء «درجتين بسيطتين من روبوت الحرية الذي يستخدم إطلاق بندول مدفوع بالجاذبية وتنتج مجموعة متنوعة من الأعمال المثيرة الشقلبة». في 29 يونيو 2018، كشفت ديزني أن النموذج الأولي لـ Stickman قد تطور إلى نمط بهلواني مبتكر ومستقل ذاتي التصحيح ذاتيًا من الشكل الصوتي المتحرك المسمى Stuntronics ، والذي سيتم استخدامه داخل حدائق ديزني الترفيهية في جميع أنحاء العالم.

## وفاته
توفي في 13 يوليو 2020، عن عمر ناهز 49 عامًا، بسبب مرض تمدد الأوعية الدموية في الدماغ.

## روابط خارجية
- غرانت إيماهارا على موقع IMDb (الإنجليزية)
- غرانت إيماهارا على موقع ميتاكريتيك (الإنجليزية)
- غرانت إيماهارا على موقع روتن توميتوز (الإنجليزية)
- غرانت إيماهارا على موقع أول موفي (الإنجليزية)
- غرانت إيماهارا على موقع قاعدة بيانات الفيلم (الإنجليزية)
- غرانت إيماهارا على موقع ليتربوكسد (الإنجليزية)
- غرانت إيماهارا على موقع كينوبويسك (الروسية)